# AN/SLQ-32

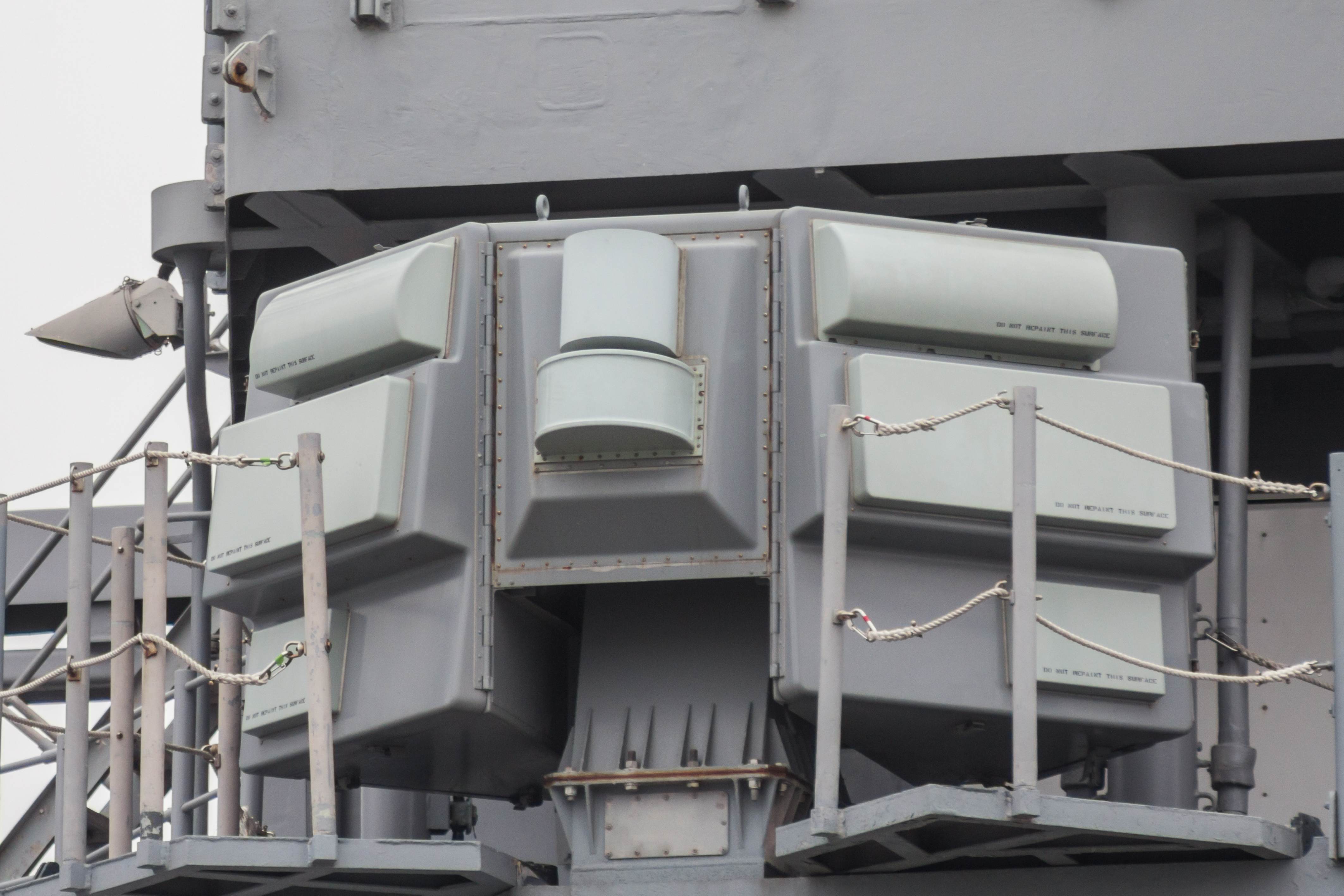
AN/SLQ-32(V)3 à bord de l'.

L'AN/SLQ-32 est un système de guerre électronique embarqué construit par la Raytheon Company de Goleta, en Californie, et la Hughes Aircraft Company. Il s’agit actuellement du principal système de guerre électronique utilisé par les navires de la marine américaine. Ses opérateurs l'appellent communément le « Slick-32 ».

## Variantes
Le SLQ-32 fut conçu à l'origine dans les années 1970 pour compléter l'AN/WLR-1, en service depuis le début des années 1960. Il est ensuite déterminé, pour économiser les coûts, de remplacer les différentes variantes de la série WLR-1 par le SLQ-32 en tant que système autonome. Tel que conçu à l'origine, le SLQ-32 a été produit en trois variantes, le (V)1, (V)2 et (V)3. Plus tard, des versions supplémentaires seront construites, les (V)4 et (V)5. Aujourd'hui, les versions (V)6 et (V)7 sont en production. Les processeurs sont fournis par ROLM (en)à San José, en Californie.
- AN/SLQ-32(V)1 – simple récepteur d'avertissement de menace. Il est capable de recevoir des signaux radar basse fréquence et haute bande du type couramment émis par les radars de guidage des terminaux de missiles antinavires et les radars de surveillance à longue portée[4]. Le (V)1 est installé sur les navires auxiliaires et les petits combattants de surface (en) comme les frégates. Cette variante du système fut progressivement supprimée lors du retrait progressif des navires équipés.
- AN/SLQ-32(V)2 – initialement la variante la plus courante, le (V)2 étendit les capacités du (V)1 avec de nouvelles antennes de réception pour une couverture radiofréquence accrue. Il a ajouté la capacité de détection des radars de ciblage et de conduite de tir à haute fréquence, fournissant ainsi une alerte précoce contre une attaque imminente de missiles antinavires[4]. Le (V)2 est installé sur les frégates, les destroyers et les cotres des Garde-côtes. De nombreux systèmes (V)2 seront modifiés vers la variante (V)3.

- AN/SLQ-32(V)3 – le (V)3 bénéficie d'ajout d'antennes dotées d'une capacité d'attaque électronique, capables de brouiller activement les radars de ciblage et les radars de guidage des terminaux de missiles antinavires[4]. Le (V)3 est installé sur divers bâtiments tels que des destroyers, des croiseurs, des cuirassés, de grands navires amphibies et des navires de ravitaillement importants. Les systèmes (V)3 sont actuellement remplacés par les (V)6[5].
- AN/SLQ-32(V)4 – conçu pour être installé sur des porte-avions[4], le (V)4 se compose de deux systèmes (V)3, un pour chaque côté du navire, reliés à un ordinateur et une console d'affichage communs. Des unités et des logiciels remplaçables en ligne supplémentaires sont ajoutés pour prendre en charge la large séparation des deux boîtiers d'antenne/électronique. Les systèmes (V)4 seront remplacés par (V)6[5].
- AN/SLQ-32(V)5 – le (V)5 est construit en réponse à l'incident du Stark en 1987. Le système (V)5 intègre une version compacte du système (V)2 ainsi qu'un module de brouillage actif, appelé « Sidekick » – pour les frégates de la classe Oliver Hazard Perry, trop petites pour accueillir un système (V)3[4].

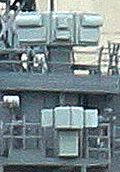
Système (V)5 à bord du PFG-1112, composé d'un (V)2 compact (en haut) et d'un brouilleur « Sidekick » (en bas).

- AN/SLQ-32(V)6 – fait partie du programme d'amélioration de la guerre électronique de surface (SEWIP). Le (V)6 offre une capacité de soutien électronique améliorée grâce à des antennes améliorées et une interface de système de combat ouverte. Il est composé du bloc SEWIP 1B2, du bloc SEWIP 1B3 et du bloc SEWIP 2, qui fournissent respectivement une identification d'émetteur spécifique (SEI), une sensibilité à gain élevé (HGHS) et un support électronique (ES). Le (V)6 est actuellement en production à plein régime pour équiper les derniers destroyers de la classe Arleigh Burke et pour être modernisé sur les destroyers existants, en remplacement de leur équipement SLQ-32 existant[6],[5].

- AN/SLQ-32(V)7 – s'ajoute au (V)6 avec le SEWIP Block 3, qui améliore la capacité d'attaque électronique (EA). Depuis 2022, il est en production initiale à faible cadence[6]. Certains navires DDG Flight IIA recevront l'AN/SLQ-32(V)7 dans le cadre du programme américain DDG MOD 2.0[7]. L'USS Pinckney est le premier navire de combat de surface de l'US Navy à recevoir la modernisation AN/SLQ-32(V)7[8].

Toutes les versions du SLQ-32, à l'exception du (V)4, sont interfacées avec le système de lancement de leurres Mk 36, capable de lancer des leurres à paillettes et infrarouges sous le contrôle du SLQ-32. Un nombre croissant de systèmes sont en cours de modernisation pour intégrer le système de lancement de leurres Mk 53 Nulka de conception australienne,.
La conception modulaire originale visait à permettre la mise à niveau du système d'une variante à l'autre en installant simplement des équipements supplémentaires selon les besoins. À partir du début des années 1990, un programme fut lancé pour moderniser tous les SLQ-32 de la flotte américaine. La plupart des systèmes (V)1 furent mis à jour vers la version (V)2 et la plupart des systèmes (V)2 furent mis à jour vers (V)3. Cela était normalement effectué lors d'une révision majeure d'un navire.
Le SEWIP Block 2 fut testé sur l'USS Freedom en décembre 2014 et à partir de 2022, les derniers destroyers américains sont équipés de la version (V)6. En 2023, l'USS Pinckney devint le premier destroyer équipé du SEWIP Block 3.